# 22 septembre
Pour les articles homonymes, voir 22 septembre (homonymie).
22 août 22 octobre
Chronologies thématiques
- Croisades
- Ferroviaires
- Sports
- Disney
- Anarchisme
- Catholicisme

Abréviations / Voir aussi
- (° 1852) = né en 1852
- († 1885) = mort en 1885
- a.s. = calendrier julien
- n.s. = calendrier grégorien
- Calendrier
- Calendrier perpétuel
- Liste de calendriers
- Naissances du jour

Le 22 septembre est le 265e jour de l'année du calendrier grégorien, 266e lorsqu'elle est bissextile (il en reste ensuite 100).
C'est une date possible pour l'équinoxe de septembre marquant le début de l'automne dans l'hémisphère nord terrestre et celui du printemps dans l'hémisphère sud.
C'est aussi généralement l'équivalent du 1er vendémiaire (ou mois des vendanges), officiellement dénommé jour du raisin, et donc le (1er) jour de l'an du calendrier républicain ou révolutionnaire français (après les 5 jours complémentaires clôturant l'année précédente, généralement du 17 au 21 septembre suivant le 16 septembre ou 30 fructidor).

## Événements

### Vesiècleav. J.-C.
- 499 av. J.-C. : début du consulat de Titus Aebutius Helva, Caius Veturius Geminus Cicurinus à Rome

### Xesiècle
- 967 : victoire de Mieszko Ier de Pologne sur Wichman II Le Jeune, comte de Saxe.

### XVesiècle
- 1499 : traité de Bâle. Le Saint-Empire romain germanique reconnaît la Confédération suisse et met fin aux guerres de Souabe.

### XVIesiècle
- 1504 : traité de Blois, garantissant une alliance matrimoniale, pour lutter contre les guerres d'Italie.

### XVIIesiècle
- 1609 : Philippe III d'Espagne promulgue la loi d'expulsion des Morisques.

### XVIIIesiècle
- 1792 : début de la Première République française, et premier jour de la nouvelle « ère des Français », à savoir le tout premier jour du nouveau calendrier républicain, qui va entrer en vigueur en octobre 1793.
- 1793 : bataille de Saint-Fulgent et bataille du Pallet, pendant la guerre de Vendée.

### XIXesiècle
- 1862 : Lincoln abolit en partie l'esclavage.
- 1892 : meurtre du Petit Pâtissier, informateur de la police chez les anarchistes de Saint-Denis.
- 1900 : le banquet des maires de France se déroule à Paris, dans le jardin des Tuileries.

### XXesiècle
- 1914 : le sous-marin allemand U-9 coule successivement les croiseurs cuirassés HMS Aboukir, Hogue, et Cressy, causant la perte de 1 459 hommes (début de la première guerre mondiale).
- 1932 : création de l'Arabie saoudite, par la fusion des provinces du Nejd et du Hedjaz.
- 1957 : élection de François Duvalier à la présidence de la République haïtienne.
- 1960 : indépendance du Soudan français, sous le nom de République du Mali.
- 1980 :
  - début de la guerre Iran-Irak.
  - enlèvement de Bernard Galle.
- 1981 : François Mitterrand inaugure la ligne TGV Paris-Lyon[2].
- 1985 : accords monétaires du Plaza.
- 1988 : fin du mandat du président libanais Amine Gemayel, sans successeur désigné.
- 1992 : exclusion de la Yougoslavie de l'ONU[3].

### XXIesiècle
- 2013 : victoire de la C.D.U. d'Angela Merkel, aux élections fédérales allemandes.
- 2020 : début de la 75e Assemblée Générale de l'ONU à New York, pour la première fois en visioconférence pour cause de pandémie de covid-19[4] jusques-aux 26 et 29 septembre suivants.
- 2021 : suite des grands oraux de la 76e Assemblée Générale ordinaire annuelle suivante de l'ONU à New York par chacun des plus de 180 États de la planète, pour certains de leurs représentants en visioconférence. Les talibans demandent à y discourir en tribune officielle à la place de l'ambassadeur afghan représentant le régime démocratique déchu précédent.

## Art, culture et religion
- 515 : le roi burgonde Sigismond fonde l'abbaye de Saint-Maurice d'Agaune.
- 530 : élections du pape Boniface II, et de l'antipape Dioscore.
- 1985 : le couple des artistes contemporains Christo et Jeanne-Claude emballe le Pont Neuf de Paris avec 40 000 m2 de toile.
- 1994 : la sitcom américaine « Friends » est diffusée pour la première fois sur le réseau NBC[5].

## Sciences et techniques
- 1928 : premier central téléphonique automatique en France[6].
- 1976 : la sonde Viking confirme que la planète Mars possède une calotte glaciaire[7].
- 1990 : lancement, à Cherbourg, du Perle, dernier exemplaire d'une série de six sous-marins nucléaires d'attaque de la marine nationale française.
- 2017 : la sonde spatiale OSIRIS-REx profite de l'assistance gravitationnelle de la Terre, en la survolant.
- 2018 : deux micro-robots japonais, MINERVA-II-1 et 2, atterrissent sur Ryugu. C'est la première fois que des rovers se posent sur un astéroïde.

## Économie et société
- 1992 : une inondation, à Vaison-la-Romaine, cause 47 morts et 34 disparus.
- 2000 : naissance d'Euronext, fusion des bourses de Paris, d'Amsterdam et de Bruxelles.
- 2013 : à Pékin, l’homme politique Bo Xilai est condamné à la prison à perpétuité, dans le cadre d’une affaire de corruption.
- 2018 : en Iran, un attentat à Ahvaz fait 24 morts.

## Naissances

### XVIesiècle
- 1515 : Anne de Clèves, quatrième épouse d'Henri VIII d'Angleterre († 16 juillet 1557).
- 1523 : Charles Ier de Bourbon, prélat français, oncle du roi Henri IV († 9 mai 1590).

### XVIIesiècle
- 1601 : Anne d'Autriche, reine de France de 1615 à 1651, régente de 1643 à 1651 († 20 janvier 1666).
- 1684 : Charles Louis Auguste Fouquet de Belle-Isle, militaire français († 26 janvier 1761).
- 1694 : Philip Stanhope, homme politique et écrivain anglais († 24 mars 1773).

### XVIIIesiècle
- 1722 : Francisco Antonio de Lorenzana y Butrón, prélat espagnol († 14 avril 1804).
- 1741 : Peter Simon Pallas, zoologiste russe († 8 septembre 1811).
- 1757 : Jean-Baptiste Cyrus de Timbrune de Thiembronne, militaire français († 4 février 1822).
- 1769 : Louis Puissant, géographe français † 10 janvier 1843).
- 1791 : Michael Faraday, physicien et chimiste britannique († 25 août 1867).
- 1800 : George Bentham, botaniste britannique († 10 septembre 1884).

### XIXesiècle
- 1824 : Gaspard Mermillod, prélat suisse († 23 février 1892).
- 1828 : Heinrich Agathon Bernstein, naturaliste-voyageur néerlandais († 18 avril 1865).
- 1835 : Léopold de Hohenzollern-Sigmaringen, prince allemand († 8 juin 1905).
- 1861 : Célestin Rousseau, espérantiste français († 19 janvier 1949).
- 1863 : Alexandre Yersin, bactériologue, explorateur, ingénieur agronome et astronome franco-suisse († 28 février 1943).
- 1870 : Charlotte Cooper, joueuse de tennis britannique († 10 octobre 1966).
- 1882 : Wilhelm Keitel, militaire allemand († 16 octobre 1946).
- 1885 : Erich von Stroheim, acteur et cinéaste américain († 12 mai 1957).
- 1891 : Charles Buchan, footballeur anglais († 25 juin 1960).
- 1893 : Hans Leip, militaire allemand († 6 juin 1983).
- 1895 : Paul Muni (Meshilem Weisenfreun dit), acteur américain († 25 août 1967).
- 1897 : Battling Siki, boxeur franco-sénégalais, champion du monde († 15 décembre 1925).

### XXesiècle
- 1901 : Charles Brenton Huggins, médecin américain, prix Nobel de physiologie ou médecine en 1966 († 12 janvier 1997).
- 1902 :
  - Dymphna Cusack, écrivaine et militante australienne († 19 octobre 1981).
  - John Houseman, producteur et acteur américain († 31 octobre 1988).
- 1903 :
  - Émile Poilvé, lutteur français, champion olympique († 11 octobre 1962).
  - Joseph Valachi, gangster américain († 3 avril 1971).
- 1906 : Ödön Zombori, lutteur hongrois, champion olympique († 29 novembre 1989).
- 1907 : Maurice Blanchot, écrivain français († 20 février 2003).
- 1909 : Karl Lederer, résistant autrichien au nazisme († 10 mai 1944).
- 1911 : Louis Ducreux, acteur français († 21 décembre 1992).
- 1912 : Martha Scott, actrice et productrice américaine († 28 mai 2003).
- 1913 : Paul Manauthon, résistant français († 1er octobre 1943).
- 1918 :
  - Alfred Dambach, footballeur français († 26 novembre 1960).
  - Hans Scholl, résistant allemand au nazisme († 22 février 1943).
  - Henryk Szeryng, musicien mexicain († 8 mars 1988).
- 1919 : Léo Bonneville, éditeur et pilier québécois de la culture cinématographique († 23 juin 2007).
- 1920 :
  - Pierre Kast, résistant, militant, réalisateur, scénariste et romancier français († 20 octobre 1984).
  - Robert Granville « Bob » Lemon, joueur de baseball américain († 11 janvier 2000).
- 1922 : Yvette Horner, musicienne française († 11 juin 2018).
- 1923 :
  - Agha Ibrahim Akram, militaire, historien et diplomate pakistanais (mort en 1989).
  - Jacques Galipeau, acteur québécois canadien († 30 août 2020).
- 1924 :
  - Bernard Gauthier, cycliste sur route français († 23 novembre 2018).
  - Norvel Lee, boxeur américain, champion olympique († 19 août 1992).
- 1927 :
  - Colette Deréal, chanteuse et actrice française († 12 avril 1988).
  - Thomas Charles « Tommy » Lasorda, gérant de baseball américain († 7 janvier 2021).
- 1929 :
  - Serge Garant, musicien et chef d'orchestre canadien († 1er novembre 1986).
  - Paul-Marie Lapointe, écrivain, poète et journaliste québécois († 16 août 2011).
- 1930 : Peter Jackson, joueur de rugby anglais († 22 mars 2004).
- 1931 : George Younger, banquier et homme politique britannique († 22 janvier 2003).
- 1932 : Ingemar Johansson, boxeur suédois († 30 janvier 2009).
- 1935 : Jacques Morel, rameur français double médaillé olympique.
- 1938 : Dominique Daguet, écrivain, poète et journaliste français. († 1er novembre 2021).
- 1939 :
  - Marian Kasprzyk, boxeur polonais champion olympique.
  - Alla Sizova, danseuse de ballet russe († 23 novembre 2014).
- 1940 : Anna Karina (Hanne Karin Bayer dite), actrice, chanteuse et femme de lettres franco-danoise († 14 décembre 2019).
- 1941 : Roland Jaccard, écrivain suisse († 20 septembre 2021).
- 1942 : David Stern, entrepreneur américain, commissaire de la NBA († 1er janvier 2020).
- 1943 : Toni Basil, chanteuse, compositrice, musicienne, chorégraphe, actrice et réalisatrice américaine.
- 1944 : Brian Gibson, réalisateur britannique († 4 janvier 2004).
- 1946 : Richard Bauckham, historien et théologien britannique.
- 1948 :
  - Éric Bouad, musicien et comédien français.
  - Mark Phillips, cavalier britannique, époux de la princesse Anne.
- 1950 : Lino Červar, entraîneur de handball croate et macédonien.
- 1951 :
  - David Coverdale, chanteur britannique.
  - Patrick Picot, escrimeur français, champion olympique.
- 1953 :
  - Ségolène Royal, femme politique française plusieurs fois ministre et finaliste de l'élection présidentielle de 2007.
  - Tomasz Wójtowicz, joueur de volley-ball polonais, champion olympique.
- 1956 :
  - Deborah Anne « Debby » Boone, chanteuse américaine.
  - Elie Hobeika, homme politique libanais († 24 janvier 2002).
  - Jean-Claude Servais, auteur de bande dessinée belge.
- 1957 :
  - Nick Cave (Nicholas Edward Cave dit), chanteur australien.
  - Giuseppe Saronni, cycliste sur route italien.
- 1958 :
  - Andrea Bocelli, chanteur italien.
  - Mireille Deyglun, actrice canadienne.
  - Amadou Dia Ba, athlète sénégalais vice-champion olympique du 400 m haies.
  - Franco Forini, pilote de courses automobile suisse.
  - Joan Jett (Joan Marie Larkin dite), chanteuse américaine.
  - Eddy Planckaert, cycliste sur route belge.
- 1960 : Luca Canonici, artiste lyrique italien.
- 1961 :
  - Vincent Maurice « Vince » Coleman, joueur de baseball américain.
  - Bonnie Hunt, actrice américaine.
  - Diane Lemieux, femme politique canadienne.
  - Catherine Oxenberg, actrice américaine.
- 1962 : Normand D'Amour, acteur canadien.
- 1964 : Benoît Poelvoorde, comédien belge.
- 1965 : Soren Lilholt, cycliste sur route danois.
- 1966 :
  - Erdogan Atalay, acteur allemand.
  - Michael « Mike » Richter, hockeyeur américain.
- 1967 : Félix Savón, boxeur cubain, triple champion olympique.
- 1969 : Pavel Kolobkov, escrimeur russe, champion olympique.
- 1970 :
  - Bruno Hamm, basketteur français.
  - Mystikal (Michael Lawrence Tyler dit), rappeur américain.
  - Emmanuel Petit, footballeur français.
- 1972 :
  - Nicolas Beaucaire, acteur français.
  - Alessandro Frosini, basketteur italien.
  - K-mel (Kamel Houairi dit), chanteur et rappeur français cofondateur et leader du groupe Alliance Ethnik de 1990 à 1999.
- 1973 : François-Xavier Demaison, ancien juriste d'affaires ou trader français à New York, devenu humoriste et comédien.
- 1976 :
  - Ronaldo Luis Nazário de Lima, footballeur brésilien.
  - Martin Solveig (Martin Laurent Picandet dit), disc jockey français.
- 1977 : Adonis Stevenson, boxeur canadien.
- 1978 :
  - Daniella Alonso, actrice américaine.
  - Harry Kewell, footballeur international australien.
  - Alessandra Ermellino, femme politique italienne.
- 1979 : Swintayla Marie « Swin » Cash, basketteuse américaine.
- 1980 :
  - Inio Asano (浅野 いにお), mangaka japonais
  - Norbert Tarayre, cuisinier, animateur de télévision et humoriste français.
- 1981 : Subaru Shibutani (すばる渋谷), chanteur, parolier et acteur japonais.
- 1982 :
  - Lianne Paul « Billie » Piper, chanteuse et actrice anglaise.
  - Norbert Tarayre, cuisinier et animateur français de télévision, demi-finaliste d'une saison de "Top Chef".
- 1983 :
  - Rianti Cartwright, actrice et mannequin indonésien.
  - Virginie Girod, historienne française.
- 1984 :
  - Yukiya Arashiro (新城幸也), cycliste japonais.
  - Thiago Silva, footballeur brésilien.
  - Laura Vandervoort, actrice canadienne.
- 1986 : Arcenio León, joueur de baseball vénézuélien.
- 1987 :
  - Derick Brassard, hockeyeur canadien.
  - Thomas Andrew « Tom » Felton, acteur britannique.
- 1989 :
  - Cœur de pirate (Béatrice Martin dite), chanteuse canadienne surtout francophone.
  - Sabine Lisicki, joueuse de tennis professionnelle allemande.
- 1990 : Raphael Montes, auteur de romans policiers et avocat brésilien.
- 1995 : Im Na-yeon, chanteuse et danseuse sud-coréenne.

## Décès

### VIesiècle
- 530 : Félix IV, 54e pape, en fonction de 526 à 530 (° inconnue).

### XIVesiècle
- 1369 : Guy, seigneur de Mantoue (° 1290).

### XVIesiècle
- 1531 : Louise de Savoie, princesse de la maison ducale de Savoie, mère du roi de France François Ier (° 11 septembre 1476).

### XVIIesiècle
- 1607 : Alessandro Allori, peintre italien (° 31 mai 1535).
- 1631 : Federico Borromeo, prélat italien (° 1564).
- 1646 : Jean-François Niceron, physicien français (° 5 juillet 1613).
- 1688 : François Bernier, médecin et voyageur français (° 25 septembre 1620).

### XVIIIesiècle
- 1709 : Ivan Mazepa (Іван Степанович Мазепа), militaire cosaque (° 30 mars 1639).
- 1737 : Francesco Mancini, compositeur et organiste italien (° 16 janvier 1672).
- 1769 : Antonio Genovesi, philosophe et économiste napolitain (° 1er novembre 1712).
- 1774 : Clément XIV (Giovanni Vincenzo Antonio Ganganelli dit), 249e pape en fonction de 1769 à 1774 (° 31 octobre 1705).
- 1777 : John Bartram, botaniste américain (° 23 mars 1699).
- 1800 : Dominique de La Rochefoucauld, prélat français (° 26 septembre 1713).

### XIXesiècle
- 1828 : Chaka Zulu, guerrier et roi des Zoulous de 1816 à 1828 (° 1787).
- 1837 : William George Horner, mathématicien et physicien britannique (° 1786).
- 1857 : Józef Dwernicki, militaire polonais (° 19 mars 1779).
- 1878 : Richard Griffith, géologue irlandais (° 20 septembre 1784).
- 1886 :
  - Dabulamanzi kaMpande, militaire zoulou (° octobre 1839).
  - Joseph-Émile Lequime, médecin belge (° 19 février 1802).
- 1890 : Auguste Mayer, peintre français (° 3 juillet 1805).

### XXesiècle
- 1914 : Alain-Fournier (Henri-Alban Fournier dit), écrivain français (° 3 octobre 1886).
- 1921 : Auguste-René-Marie Dubourg, prélat français (° 1er octobre 1842).
- 1948 : Adalbert, prince de Prusse, fils de Guillaume II (° 14 juillet 1884).
- 1956 : Frederick Soddy, chimiste britannique, prix Nobel de chimie en 1921 (° 2 septembre 1877).
- 1961 : Marion Davies (Marion Cecilia Douras dite), actrice américaine (° 3 janvier 1897).
- 1966 : Joseph-Alfred Langlois, prélat canadien (° 4 septembre 1876).
- 1969 : Adolfo López Mateos, homme politique mexicain, président de la République du Mexique de 1958 à 1964 (° 26 mai 1909).
- 1973 : Paul Van Zeeland, homme politique belge, Premier ministre de 1935 à 1937 (° 11 novembre 1893).
- 1978 : Jean Guéhenno, écrivain et académicien français et breton (° 25 mars 1890).
- 1979 : Otto Frisch, physicien austro-britannique (° 1er octobre 1904).
- 1980 : Margaret Cossaceanu, sculptrice française d'origine roumaine (° 4 janvier 1893).
- 1981 : Harry Warren, compositeur américain (° 24 décembre 1893).
- 1984 : Pierre Emmanuel (Noël Mathieu dit), poète et académicien français (° 3 mai 1916).
- 1985 :
  - Axel Springer, homme d'affaires allemand (° 2 mai 1912).
  - Geneviève Tabouis, journaliste française (° 23 février 1892).
- 1989 : Irving Berlin (Israel Isidore Baline dit), compositeur américain (° 11 mai 1888).
- 1993 : Maurice Abravanel, chef d'orchestre américain (° 6 janvier 1903).
- 1996 :
  - Ludmilla Chiriaeff, danseuse et chorégraphe canadienne (° 10 janvier 1924).
  - Dorothy Lamour (Mary Leta Dorothy Stanton dite), actrice américaine (° 10 décembre 1914).
- 1997 :
  - Manabu Mabe, peintre nippo-brésilien (° 14 septembre 1924).
  - Shoichi Yokoi, militaire japonais (° 31 mars 1915).
- 1998 :
  - Semira Adamu, demandeuse d'asile nigériane (° 15 avril 1978).
  - Jean-Marie Bon, acteur français (° 13 août 1923).
- 1999 : George Campbell Scott, comédien américain (° 18 octobre 1927).
- 2000 : Vincenzo Fagiolo, cardinal italien (° 5 février 1918).

### XXIesiècle
- 2001 : Isaac Stern, musicien américain (° 21 janvier 1920).
- 2002 :
  - Pierre Jacquinot, physicien français académicien ès sciences (° 18 janvier 1910).
  - Anthony Milner, compositeur, professeur et chef d'orchestre britannique (° 13 mai 1925).
  - Raoul Rémy, cycliste sur route français (° 25 octobre 1919).
- 2003 : Maxime Brunfaut, architecte belge (° 23 mai 1909).
- 2005 : Leavander Johnson, boxeur américain (° 24 décembre 1969).
- 2006 :
  - Edward Albert, comédien américain (° 20 février 1951).
  - Louis Combes, prêtre, professeur, écrivain et linguiste occitan français (° 30 mai 1925).
- 2007 :
  - André Gorz (Gérard Horst dit), philosophe français (° 9 février 1923).
  - le mime Marcel Marceau (Marcel Mangel dit), comédien et mime français académicien ès beaux-arts (° 22 mars 1923).
- 2008 :
  - Georges Debunne, syndicaliste belge (° 2 mai 1918).
  - Thomas Dörflein, gardien de zoo allemand (° 13 octobre 1963).
- 2009 (ou 21 septembre) : Lin Xiling (née Cheng Hai Guo, 林希翎), militante dissidente chinoise (° 25 octobre 1935).
- 2010 :
  - Edwin « Eddie » Jack Fisher, chanteur américain (° 10 août 1928).
  - Jorge González dit « Giant González », lutteur argentin (° 31 janvier 1966).
  - Ada Rybatchouk, peintre, muraliste, sculptrice et architecte soviétique et ukrainienne (° 27 juin 1931).
- 2011 :
  - Mansoor Ali Khan Pataudi, joueur de cricket indien (° 5 janvier 1941).
  - Aristides Pereira, homme politique cap-verdien, président du Cap-Vert de 1975 à 1991 (° 17 novembre 1923).
- 2012 :
  - Michel Caldaguès, homme politique français (° 28 septembre 1926).
  - Marcel Hanoun, cinéaste, photographe et écrivain français (° 22 octobre 1929).
- 2013 :
  - Jane Connell, actrice américaine (° 27 octobre 1925).
  - David Hunter Hubel, neurobiologiste américano-canadien (° 27 février 1926).
  - Álvaro Mutis, poète et romancier colombien (° 25 août 1923).
  - Luciano Vincenzoni, scénariste italien (° 7 mars 1926).
- 2014 :
  - Fernando Cabrita, footballeur puis entraîneur portugais (° 1er mai 1923).
  - Alexey Chervonenkis, mathématicien soviétique puis russe (° 7 septembre 1938).
  - Youssef Eid, comédien égyptien (° 15 novembre 1948).
  - Sahana Pradhan, femme politique népalaise (° 17 juin 1927).
  - Flor Van Noppen, homme politique belge (° 28 juin 1956).
  - Erik van der Wurff, pianiste et compositeur néerlandais (° 9 juillet 1945).
- 2019 : Daniel Frasnay, photographe français (° 26 août 1928).
- 2021 : Abdelkader Bensalah, Odile Caradec, Orlando Martínez, Roger Michell, Jay Sandrich, Bernard Sesboüé, Matthew Strachan, Jüri Tamm, André Vauchez.
- 2022 : Mohamed Sheikh, homme d'affaires homme politique britannique (° 13 juin 1941).

## Célébrations
- Journée internationale : journée sans voiture[8].
- OneWebDay au cours duquel les utilisateurs du World Wide Web sont invités à montrer comment Internet affecte leurs vies[réf. nécessaire].
- Journée mondiale du rhinocéros[9]
- Journée mondiale de sensibilisation à la Leucémie Myéloïde Chronique
- Bulgarie : jour de l'indépendance célébrant la sienne d'abord vis-à-vis de l'Empire ottoman en 1908[10] (voir 6 septembre).
- États-Unis : journée des femmes d'affaires (en).
- Mali : fête nationale célébrant son indépendance politique d'abord vis-à-vis de la France en 1960.
- Mouvements issus du mormonisme : célébration de la rencontre de Joseph Smith avec un messager céleste nommé Moroni.

### Saints des Églises chrétiennes

#### Catholiques et orthodoxes,aux dates éventuellement différentes dans lescalendriers julien, orientaux
- Basille de Rome († 304), Martyre.
- Emérita et Digna († 259), Martyres à Rome.
- Emmeran († 652), Évêque en Bavière.
- Florent d'Anjou (Ve siècle), abbé.
- Lô de Coutances († vers 568), évêque.
- Maurice d'Agaune († 290), martyr à Martigny en Suisse avec ses compagnons de la légion thébaine.
- Phocas de Sinope ou Phocas le jardinier voire Phocas d'Antioche, † 117 / ca. 303 / vers 520), martyr sous l'empereur et conquérant romain Trajan.
- Rodène (Ier siècle), vierge.
- Salaberge († 670), Abbesse à Laon.
- Sylvain (Ier siècle), Ermite dans le Berry.

#### Saints et bienheureux catholiques
- Augustin Yu Chin-gil († 1839), Catéchiste martyr en Corée.
- Charles Navarro († 1936), prêtre bienheureux espagnol, martyr pendant la guerre civile espagnole.
- Germain Gonzalvo Andreu († 1936), prêtre bienheureux espagnol, martyr pendant la guerre civile espagnole.
- Ignace de Santhià († 1770), Prêtre capucin.
- Joseph Marchandon († 1794), Prêtre bienheureux français et martyr de la Révolution française.
- Josèphe Moscardo Montalva († 1936), bienheureuse espagnole, martyre pendant la guerre civile espagnole.
- Marie de la Purification Vidal Pastor († 1936), bienheureuse espagnole, martyre pendant la guerre civile espagnole.
- Othon de Freising († 1158), évêque.
- Paul Chong Ha-sang († 1839), Catéchiste martyr en Corée.
- Vincent Pelufo Corts († 1936), prêtre bienheureux espagnol, martyr pendant la guerre civile espagnole.
- Vincent Sicluna Hernandez († 1936), prêtre bienheureux espagnol, martyr pendant la guerre civile espagnole.

#### Saints orthodoxes
- Cosmas de Zographou († 1323), Moine bulgare.
- Jonas de Iachera (XVIe siècle), moine et fondateur de monastère.
- Sophrone († 1813), évêque bulgare.

### Prénoms
Bonne fête aux Maurice, ses variantes masculines : Maur, Mauricio, Maurizio, Moritz ; et féminines : Mauricette, Mauricia, Maurizia.
Et aussi aux :
- Amadou,
- Emeran et ses variantes tout autant bretonnes : Emmerane, Emmeranne, Emmeran, etc. (voir les 15 janvier ?) ;
- aux Phocas (voir aussi 23 juillet & 5 mars).

## Traditions et superstitions

### Dictons du jour
- « À la saint-Maurice, clair temps annonce tempête et vent. »[réf. souhaitée]
- « Le beau temps à la saint-Maurice est présage de tempête en hiver. »[13]
- « Le lendemain de saint-Matthieu, tu sèmes, je sème. »[14]
- « Sème tes pois à la saint-Maurice, tu en auras à ton caprice. »[13]

### Astrologie
- Signe du zodiaque : trente-et-unième et dernier jour du signe astrologique de la Vierge.

## Toponymie
- Plusieurs voies, places, sites ou édifices de pays ou provinces francophones contiennent la date du jour dans leur nom sous diverses graphies possibles : voir Vingt-Deux-Septembre.

## Chanson francophone
- au refrain syncopé "Le vingt(e)-deux septembre [...] je m'en fous" par Georges Brassens[15],[16].